# Tornac
Tornac ist eine französische Gemeinde mit 944 Einwohnern (Stand: 1. Januar 2022) im Département Gard der Region Okzitanien. Sie gehört zum Arrondissement Alès und zum Kanton Quissac.

## Geographie
Tornac liegt etwa neun Kilometer südlich von Alès. Der Fluss Gardon d’Anduze begrenzt die Gemeinde im Nordosten. Umgeben wird Tornac von den Nachbargemeinden Anduze im Norden, Boisset-et-Gaujac im Nordosten, Massillargues-Attuech im Osten, Saint-Nazaire-des-Gardies im Südosten und Süden, Durfort-et-Saint-Martin-de-Sossenac im Süden und Südwesten sowie Thoiras-Corbès (Berührungspunkt) und Saint-Félix-de-Pallières im Nordwesten.

## Bevölkerungsentwicklung
| Jahr                       | 1962 | 1968 | 1975 | 1982 | 1990 | 1999 | 2006 | 2020 |
| Einwohner                  | 541  | 534  | 575  | 634  | 650  | 718  | 844  | 947  |
| Quellen: Cassini und INSEE |      |      |      |      |      |      |      |      |

## Sehenswürdigkeiten
- Kirche Saint-Baudile aus dem 12. Jahrhundert, im 16. Jahrhundert zerstört, wieder aufgebaut, 1702 abgebrannt, seit 1911 Monument historique
- Burgruine Tornac aus dem 11./12. Jahrhundert, Monument historique
- Kloster Tornac, teilweise zerstört, Monument historique
- frühere Kirche Saint-Pierre in Sauvignac aus dem 12. Jahrhundert

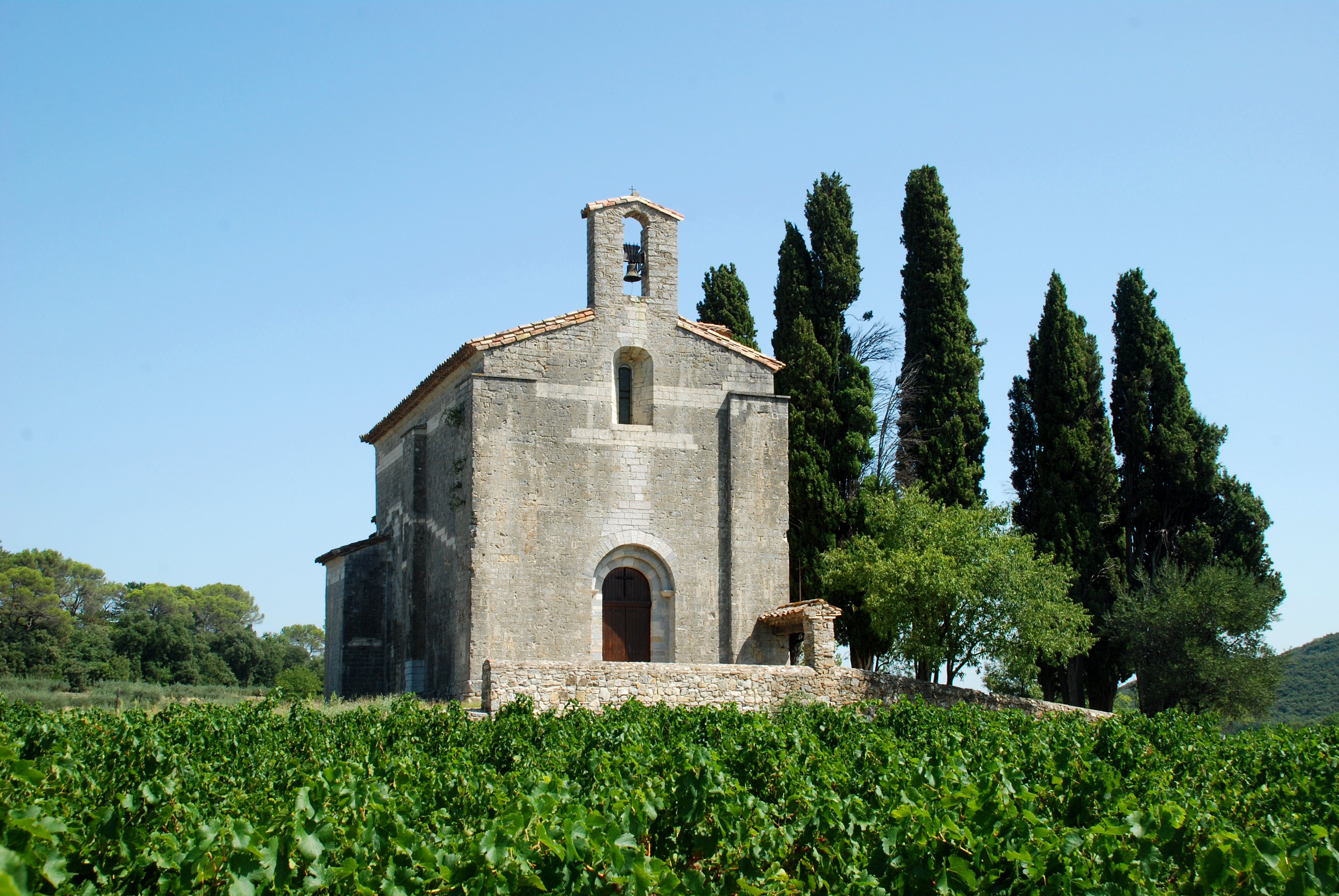
Kirche Saint-Baudile
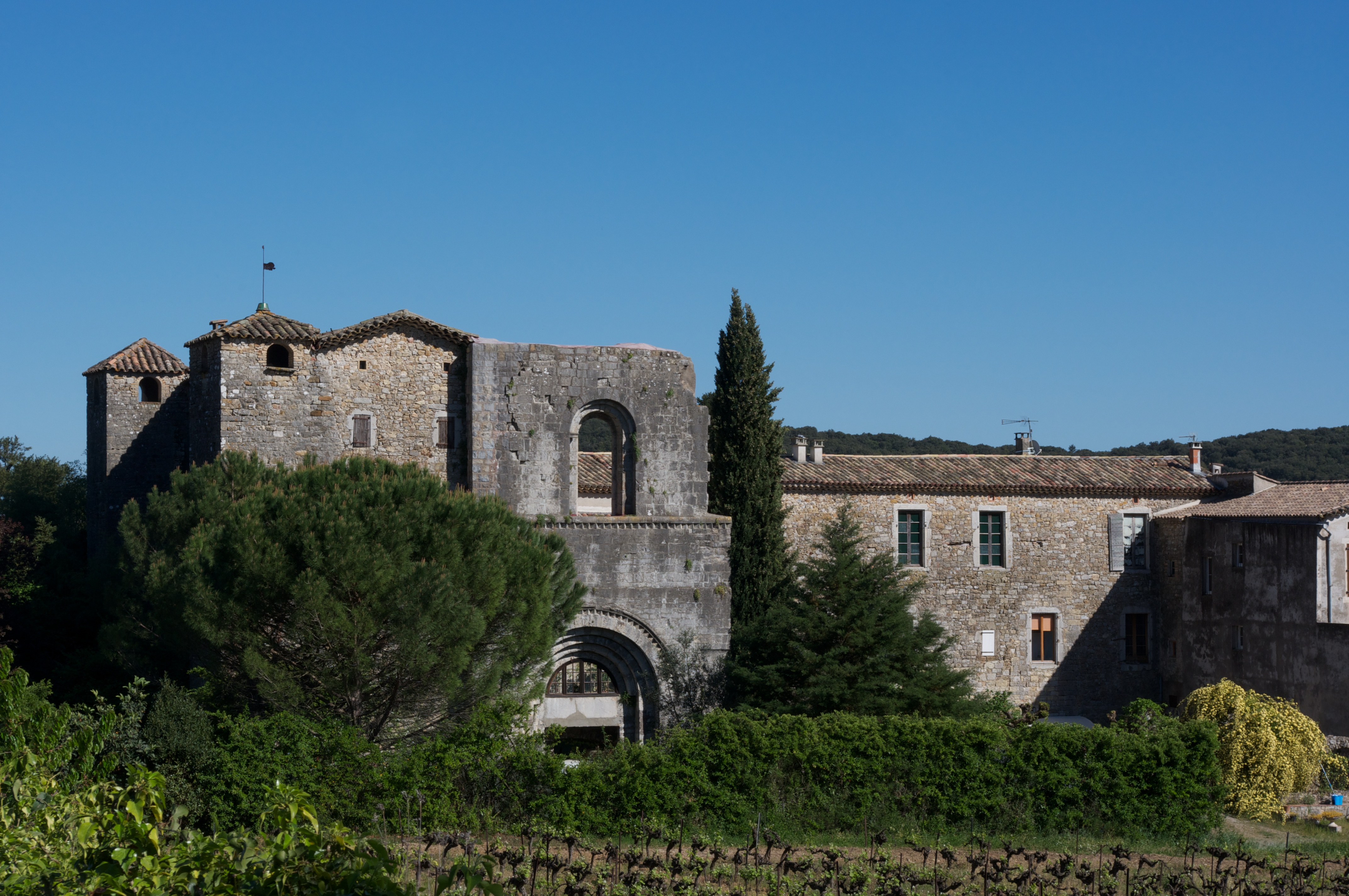
Kloster Tornac
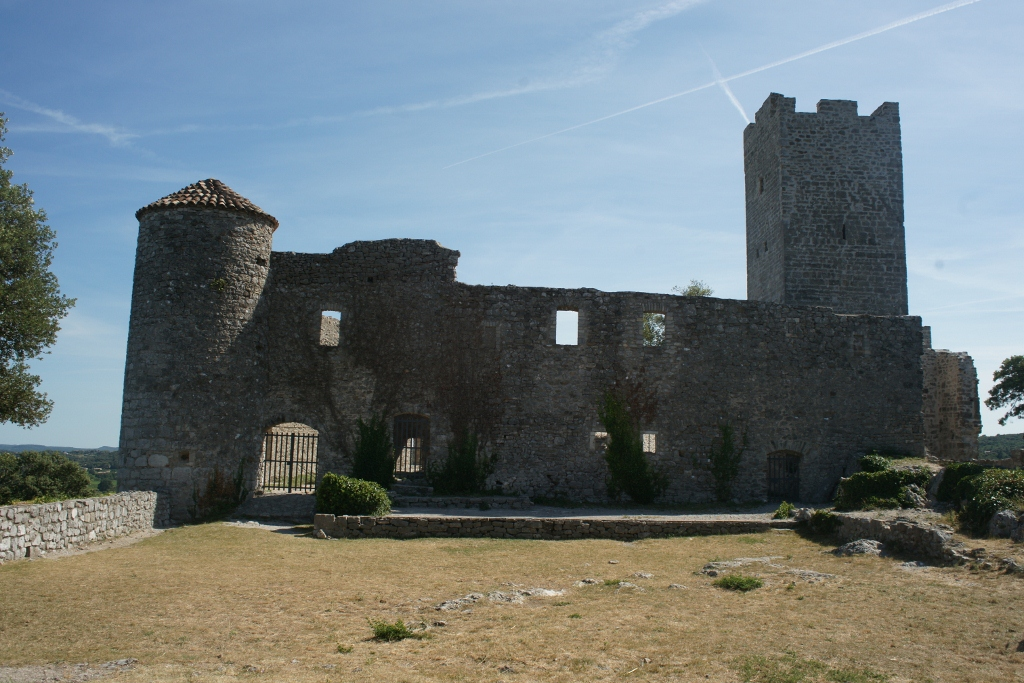
Burg Tornac